# Walter Baier
Walter Baier (Wenen, 9 februari 1954) is een Oostenrijks politicus. Van 1994 tot 2006 was Baier partijvoorzitter van de Communistische Partij van Oostenrijk (KPÖ). Hij is een van de initiatiefnemers van de Partij van Europees Links (PEL) en werd in 2022 voorzitter van deze Europese politieke partij. Hij werd door de partij aangeduid als Spitzenkandidat in de Europese Parlementsverkiezingen 2024.